# Línea 721 (Interurbanos Madrid)

Esquema de dársenas del intercambiador subterráneo de Plaza de Castilla

La línea 721 de la red de autobuses interurbanos de Madrid une la terminal de autobuses del Intercambiador de Plaza de Castilla con Colmenar Viejo.

## Características
Esta línea une Madrid con Colmenar Viejo, con un recorrido que dura aproximadamente 35 minutos.
Recorre el casco antiguo de Colmenar Viejo, itinerario común con las líneas 724, 725 y 726, finalizando a las afueras de Colmenar Viejo. Se complementa con dichas líneas para dar servicio al centro del pueblo, mientras que la línea 722 circula por el suroeste del municipio.
Se trata de una línea con muy pocas expediciones, con tan sólo 4 de ida y 6 de vuelta de lunes a jueves, puesto que las zonas que abarca están ya cubiertas por las anteriores líneas mencionadas. Su función principal se realiza al prolongar ciertas expediciones los viernes, sábados, domingos y festivos, alcanzando el Centro Penitenciario Madrid V situado en Soto del Real, además de un aumento en el número de expediciones en dichos días.
Siguiendo la numeración de líneas del CRTM, las líneas que circulan por el corredor 7 son aquellas que dan servicio a los municipios situados en torno a la M-607 y comienzan con un 7. Aquellas numeradas dentro de la decena 720 corresponden a aquellas que circulan por Colmenar Viejo.
La línea mantiene los mismos horarios todo el año (exceptuando las vísperas de festivo y festivos de Navidad).
Esta línea es operada por la empresa Herederos de J. Colmenarejo a través de Interbus mediante la concesión administrativa VCM-702 - Madrid - Colmenar Viejo - El Boalo - Bustarviejo (Viajeros Comunidad de Madrid) del Consorcio Regional de Transportes de Madrid.

### Sublíneas
Aquí se recogen todas las distintas sublíneas que ha tenido la línea 721. La denominación de sublíneas que utiliza el CRTM es la siguiente:
- Número de línea (721)
- Sentido de circulación (1 ida, 2 vuelta)
- Número de sublínea

Por ejemplo, la sublínea 721102 corresponde a la línea 721, sentido 1 (ida) y el número 02 de numeración de sublíneas creadas hasta la fecha.
| Ida    | Ruta | Itinerario                    | Vuelta | Ruta | Itinerario                    |
| 721101 | -    | Madrid - Colmenar Viejo       | 721201 | -    | Colmenar Viejo - Madrid       |
| 721102 | C1   | Madrid - Centro Penitenciario | 721202 | C1   | Centro Penitenciario - Madrid |

## Horarios
| Lunes a jueves laborables | Lunes a jueves laborables | Viernes laborables  | Viernes laborables  | Sábados laborables, domingos y festivos | Sábados laborables, domingos y festivos |
| Madrid > Colmenar V       | Colmenar V > Madrid       | Madrid > Colmenar V | Colmenar V > Madrid | Madrid > Colmenar V                     | Colmenar V > Madrid                     |
| 06:30                     | 05:40                     | 06:30               | 05:40               | 06:30                                   | 05:40                                   |
| 07:15                     | 06:25                     | 07:15               | 06:25               | 07:20                                   | 06:30                                   |
| 14:15                     | 06:35                     | 14:15               | 06:35               | 08:05                                   | 07:15                                   |
| 15:20                     | 08:00                     | 14:45               | 08:00               | 09:45                                   | 08:55                                   |
|                           | 08:45                     | 15:20               | 08:45               | 11:50                                   | 10:50                                   |
| 23:15                     | 15:45                     | 13:30               | 13:45               | 12:50                                   |                                         |
|                           |                           | 16:15               | 13:55               | 15:45                                   | 14:50                                   |
| 17:45                     | 14:50                     | 17:50               | 16:50               |                                         |                                         |
| 19:15                     | 15:25                     | 19:45               | 18:50               |                                         |                                         |
| 20:45                     | 16:55                     | 21:45               | 20:50               |                                         |                                         |
|                           | 18:25                     |                     | 23:15               |                                         |                                         |
| 19:55                     |                           |                     |                     |                                         |                                         |
| 23:15                     |                           |                     |                     |                                         |                                         |

1. 1 2 3 4 5 6 7 8 9 10 11 12 13 14 15 16 17 18 19 20 21 22 23 24 25  Hasta/desde Centro Penitenciario

## Recorrido y paradas

### Sentido Colmenar Viejo (Campamento)
La línea inicia su recorrido en el intercambiador subterráneo de Plaza de Castilla, en la dársena 25, en este punto se establece correspondencia con todas las líneas de los corredores 1 y 7 con cabecera en el intercambiador de Plaza de Castilla. En la superficie efectúan parada varias líneas urbanas con las que tiene correspondencia, y a través de pasillos subterráneos enlaza con las líneas 1, 9 y 10 del Metro de Madrid.
Tras abandonar los túneles del intercambiador subterráneo, la línea sale al Paseo de la Castellana, donde tiene una primera parada frente al Hospital La Paz (subida de viajeros). A partir de aquí sale por la M-30 hasta el nudo de Manoteras y toma la M-607.
La línea circula por la M-607 realizando diversas paradas en la vía de servicio, notablemente en la zona de Cantoblanco, la Universidad Autónoma de Madrid y la base militar de El Goloso. Continúa por dicha carretera bordeando Tres Cantos realizando algunas paradas en la periferia, antes de continuar hacia Colmenar Viejo. Toma la salida 29 hacia dicho municipio, entrando por la Avenida de la Libertad.
Antes de atravesar el casco antiguo de Colmenar Viejo, se desvía momentáneamente hacia el norte circulando por el Paseo de la Ermita de Santa Ana dando servicio al Centro Comercial El Ventanal. Vuele a adentrarse en el casco antiguo por la Avenida de San Agustín del Guadalix y recorriendo una vez más la Avenida de la Libertad. Circula por ella realizando diversas paradas por el centro del pueblo, continuando por la Calle de San Sebastián y la Carretera de Miraflores.
Es al final de la misma donde finaliza su recorrido, en el Campamento de San Pedro perteneciente al Ejército de Tierra. Aquellas expediciones que dan servicio al Centro Penitenciario Madrid V continúan por dicha carretera, uniéndose a la M-609 hacia Soto del Real. Continúa por dicha carretera desviándose finalmente hacia el Centro Penitenciario donde termina su recorrido.
| Código                                                                                       | Zona | Localidad      | Denominación                                                   | Ubicación                               | Líneas de la parada                                                   | Metro / Cercanías |
| -------------------------------------------------------------------------------------------- | ---- | -------------- | -------------------------------------------------------------- | --------------------------------------- | --------------------------------------------------------------------- | ----------------- |
| 17472S                                                                                       |      | Madrid         | Intercambiador de Plaza de Castilla - Dársena 28               | Avenida de Asturias Nº2                 | 721 722                                                               | Plaza de Castilla |
| 3252                                                                                         |      | Madrid         | Paseo de la Castellana Nº292 - Hospital La Paz                 | Paseo de la Castellana Nº292            | 173 174 175 176 178 712 713 716 717 721 722 724 725 726 876 N701 N702 | Begoña            |
| 3670                                                                                         |      | Madrid         | Carretera de Colmenar - Hospital Ramón y Cajal                 | M-607 km. 8,4                           | 175 178 712 713 714 716 717 721 722 724 725 726 876 N701 N702         | Ramón y Cajal     |
| 06563                                                                                        |      | Madrid         | Carretera de Colmenar Viejo - Academia de Artillería           | M-607 km. 11,7                          | 712 713 716 717 721 722 724 725 726 N701 N702                         |                   |
| 06565                                                                                        |      | Madrid         | Carretera M-607 - Residencia de Ancianos                       | M-607 km. 13                            | 712 713 714 716 717 721 722 724 725 726 N701 N702                     |                   |
| 06566                                                                                        |      | Madrid         | Carretera M-607 - Ciudad Escolar                               | M-607 km. 13,4                          | 712 713 716 717 721 722 724 725 726 N701 N702                         |                   |
| 06567                                                                                        |      | Madrid         | Carretera M-607 - Hospital Psiquiátrico                        | M-607 km. 13,8                          | 712 713 716 717 721 722 724 725 726 N701 N702                         |                   |
| 06568                                                                                        |      | Madrid         | Carretera M-607 - Hospital Cantoblanco                         | M-607 km. 14,5                          | 712 713 716 717 721 722 724 725 726 N701 N702                         |                   |
| 06569                                                                                        |      | Madrid         | Carretera M-607 - Universidad Autónoma                         | M-607 km. 14,9                          | 712 713 716 717 721 722 724 725 726 876 N701 N702                     | Cantoblanco       |
| 06570                                                                                        |      | Madrid         | Carretera M-607 - Cruce Carretera de Alcobendas                | M-607 km. 16                            | 712 713 716 717 721 722 724 725 726 N701 N702                         |                   |
| 06571                                                                                        |      | Madrid         | Carretera M-607 - El Goloso                                    | M-607 km. 16,8                          | 712 713 716 717 721 722 724 725 726 827 N701 N702                     | El Goloso         |
| 06572                                                                                        |      | Madrid         | Carretera M-607 - Las Jarrillas                                | M-607 km. 18,7                          | 712 713 716 717 721 722 724 725 726 827 N701 N702                     |                   |
| 06573                                                                                        |      | Madrid         | Carretera M-607 - Cementerio La Paz                            | M-607 km. 19,4                          | 712 713 716 717 721 722 724 725 726 827 N701 N702                     |                   |
| 08396                                                                                        |      | Tres Cantos    | Carretera M-607 - Puente Sur                                   | M-607 km. 20,3                          | 721 722 724 725 726 876 N702                                          |                   |
| 06645                                                                                        |      | Tres Cantos    | Carretera M-607 - Colegio Pinosierra                           | M-607 km. 20,8                          | 721 722 724 725 726 N702                                              |                   |
| 20682                                                                                        |      | Tres Cantos    | Carretera M-607 - Estación de Tres Cantos                      | M-607 km. 21,9                          | 721 722 724 725 726 876 N702                                          | Tres Cantos       |
| 06581                                                                                        |      | Colmenar Viejo | Carretera M-607 - Depuradora                                   | M-607 km. 28,5                          | 721 722 723 724 725 726 N702                                          |                   |
| 18107                                                                                        |      | Colmenar Viejo | Paseo de la Ermita de Santa Ana - Centro Comercial El Ventanal | Paseo de la Ermita de Santa S/Nº        | 720 721 723 724 725 726 727 728 N702                                  |                   |
| 11350                                                                                        |      | Colmenar Viejo | Avenida de San Agustín del Guadalix - Centro de Salud          | Avenida de San Agustín del Guadalix Nº2 | 720 721 723 724 725 726 727 N702                                      |                   |
| 08414                                                                                        |      | Colmenar Viejo | Avenida de la Libertad - Estación de Servicio                  | Avenida de la Libertad Nº14             | 720 721 723 724 725 726 727 N702 1                                    |                   |
| 06584                                                                                        |      | Colmenar Viejo | Calle de San Sebastián - Cafetería Sanz Rosa                   | Calle de San Sebastián Nº32             | 720 721 723 724 725 726 727 N702 1                                    |                   |
| 06585                                                                                        |      | Colmenar Viejo | Calle de la Corredera - Calle de los Frailes                   | Calle de la Corredera Nº1               | 720 721 723 724 725 726 727 N702 1                                    |                   |
| 06586                                                                                        |      | Colmenar Viejo | Carretera de Miraflores - Plaza de los Arcos                   | Carretera de Miraflores Nº38            | 720 721 724 725 726 N702                                              |                   |
| 06587                                                                                        |      | Colmenar Viejo | Carretera de Miraflores - Colonia de las Torres                | Carretera de Miraflores Nº38            | 720 721 724 725 726 N702                                              |                   |
| 06588                                                                                        |      | Colmenar Viejo | Carretera de Miraflores - Centro Educativo Especial            | Carretera de Miraflores Nº38            | 720 721 724 725 726                                                   |                   |
| Los servicios que continúan al Centro Penitenciario Madrid V no realizan la siguiente parada |      |                |                                                                |                                         |                                                                       |                   |
| 06595                                                                                        |      | Colmenar Viejo | Carretera de Miraflores - Campamento de San Pedro              | Carretera de Miraflores S/Nº            | 720 721 724 725 726                                                   |                   |
| Los servicios que continúan al Centro Penitenciario Madrid V realizan la siguiente parada    |      |                |                                                                |                                         |                                                                       |                   |
| 18887                                                                                        |      | Soto del Real  | Centro Penitenciario Madrid V                                  | M-608 km. 17                            | 721                                                                   |                   |

1. ↑  A efectos de nomenclatura, para las líneas de la EMT esta parada se llama Hospital Ramón y Cajal

### Sentido Madrid (Plaza de Castilla)
El recorrido en sentido Madrid es igual al de ida pero en sentido contrario excepto en determinados puntos:
- En el casco antiguo de Colmenar Viejo, no circula por la Avenida de San Agustín del Guadalix, continuando por la Avenida de la Libertad hasta la salida del pueblo.

| Código                                                                                    | Zona | Localidad      | Denominación                                            | Ubicación                    | Líneas de la parada                                     | Metro / Cercanías |
| ----------------------------------------------------------------------------------------- | ---- | -------------- | ------------------------------------------------------- | ---------------------------- | ------------------------------------------------------- | ----------------- |
| Los servicios que inician recorrido desde el Centro Penitenciario Madrid V comienzan aquí |      |                |                                                         |                              |                                                         |                   |
| 18887                                                                                     |      | Soto del Real  | Centro Penitenciario Madrid V                           | M-608 km. 17                 | 721                                                     |                   |
| Paradas del itinerario normal                                                             |      |                |                                                         |                              |                                                         |                   |
| 06595                                                                                     |      | Colmenar Viejo | Carretera de Miraflores - Campamento de San Pedro       | Carretera de Miraflores S/Nº | 720 721 724 725 726                                     |                   |
| 08416                                                                                     |      | Colmenar Viejo | Carretera de Miraflores - Avenida del Puente Manzanares | Carretera de Miraflores Nº38 | 720 721 724 725 726                                     |                   |
| 06590                                                                                     |      | Colmenar Viejo | Calle de Madrid - Colonia Santa Lucía                   | Calle de Santa María Nº2     | 720 721 724 725 726                                     |                   |
| 08417                                                                                     |      | Colmenar Viejo | Carretera de Miraflores - Plaza de los Arcos            | Calle de Madrid Nº21         | 720 721 724 725 726                                     |                   |
| 06592                                                                                     |      | Colmenar Viejo | Calle de la Corredera - Calle de los Frailes            | Calle de la Corredera Nº1    | 720 721 723 724 725 726 727 1                           |                   |
| 06593                                                                                     |      | Colmenar Viejo | Calle de San Sebastián - Cafetería Sanz Rosa            | Calle de San Sebastián Nº22  | 720 721 723 724 725 726 727 1                           |                   |
| 06596                                                                                     |      | Colmenar Viejo | Avenida de la Libertad - Estación de Servicio           | Avenida de la Libertad Nº14  | 720 721 723 724 725 726 727 1                           |                   |
| 06589                                                                                     |      | Colmenar Viejo | Avenida de la Libertad - Ermita                         | Avenida de la Libertad Nº58  | 720 721 723 724 725 726 727 1                           |                   |
| 12108                                                                                     |      | Colmenar Viejo | Avenida de la Libertad - Centro Comercial El Ventanal   | Avenida de la Libertad Nº99  | 721 722 723 724 725 726 N702                            |                   |
| 11338                                                                                     |      | Colmenar Viejo | Avenida de la Libertad - Polígono Industrial La Mina    | Calle del Pradillo Nº2       | 721 722 723 724 725 726 N702                            |                   |
| 06631                                                                                     |      | Colmenar Viejo | Carretera M-607 - Depuradora                            | M-607 km. 26,8               | 721 722 723 724 725 726 N702                            |                   |
| 06633                                                                                     |      | Tres Cantos    | Carretera M-607 - Estación de Tres Cantos               | M-607 km. 21,8               | 721 722 724 725 726 876N702                             | Tres Cantos       |
| 06659                                                                                     |      | Tres Cantos    | Carretera M-607 - Puente Sur                            | M-607 km. 20,3               | 721 722 724 725 726 876N702                             |                   |
| 12875                                                                                     |      | Madrid         | Carretera M-607 - Cementerio La Paz                     | M-607 km. 19,3               | 712 713 716 717 721 722 724 725 726 827 876N701 N702    |                   |
| 09679                                                                                     |      | Madrid         | Carretera M-607 - Estación de El Goloso                 | M-607 km. 17,2               | 712 713 716 717 721 722 724 725 726 827 N701 N702       | El Goloso         |
| 06664                                                                                     |      | Madrid         | Carretera M-607 - El Goloso                             | M-607 km. 16,9               | 712 713 716 717 721 722 724 725 726 827 N701 N702       | El Goloso         |
| 06665                                                                                     |      | Madrid         | Carretera M-607 - Cruce Carretera de Alcobendas         | M-607 km. 16                 | 712 713 716 717 721 722 724 725 726 N701 N702           |                   |
| 06666                                                                                     |      | Madrid         | Carretera M-607 - Universidad Autónoma                  | M-607 km. 14,9               | 712 713 716 717 721 722 724 725 726 876N701 N702        | Cantoblanco       |
| 06669                                                                                     |      | Madrid         | Carretera M-607 - Ciudad Escolar                        | M-607 km. 13,4               | 712 713 714 716 717 721722 724 725 726 N701 N702        |                   |
| 06672                                                                                     |      | Madrid         | Carretera de Colmenar - Academia de Artillería          | M-607 km. 11,7               | 712 713 716 717 721722724725726N701 N702                |                   |
| 06673                                                                                     |      | Madrid         | Carretera de Colmenar - Gasolinera Santa Ana            | M-607 km. 9,7                | 712 713 714 716 717 721722724725726876N701 N702         |                   |
| 955                                                                                       |      | Madrid         | Carretera de Colmenar - Hospital Ramón y Cajal          | M-607 km. 8,3                | 175 178 712 713 714 716 717 721722724725726876N701 N702 | Ramón y Cajal     |
| 10548                                                                                     |      | Madrid         | Paseo de la Castellana - Hospital La Paz                | Paseo de la Castellana Nº300 | 712 713 714 716 717 721722724725726815 876N701 N702     | Begoña            |
| 17472                                                                                     |      | Madrid         | Intercambiador de Plaza de Castilla                     | Avenida de Asturias Nº2      | Descenso en las dársenas 8, 9 y 10.                     | Plaza de Castilla |

1. 1 2 3 4 5 6 7 8 9 10 11 12 13 14 15 16 17 18 19 20 21 22 23 24 25 26 27 28 29 30 31 32 33  Sólo permite el descenso de viajeros
2. ↑  A efectos de nomenclatura, para las líneas de la EMT esta parada se llama Hospital Ramón y Cajal